# Gurájávrre
Gurájávrre, enligt tidigare ortografi Korajaure, är en sjö i Jokkmokks kommun i Lappland och ingår i Luleälvens huvudavrinningsområde. Sjön har en area på 0,522 kvadratkilometer och ligger 977 meter över havet.

## Delavrinningsområde
Gurájávrre ingår i det delavrinningsområde (743658-155624) som SMHI kallar för Mynnar i Kurajåkkå. Medelhöjden är 1 035 meter över havet och ytan är 12,68 kvadratkilometer. Det finns inga avrinningsområden uppströms utan avrinningsområdet är högsta punkten. Gurájåhkå som avvattnar avrinningsområdet har biflödesordning 3, vilket innebär att vattnet flödar genom totalt 3 vattendrag (Darreädno, Lilla Luleälven, Lule älv) innan det når havet efter 329 kilometer. Avrinningsområdet består mestadels av kalfjäll (92 procent). Avrinningsområdet har 0,96 kvadratkilometer vattenytor vilket ger det en sjöprocent på 7,6 procent.